# Anticrates phaedima
Anticrates phaedima is een vlinder uit de familie van de Lacturidae. De wetenschappelijke naam van de soort is voor het eerst geldig gepubliceerd in 1913 door Turner.